# Thomas Lurz
Thomas Lurz (Wurtzburgo, 28 de novembro de 1979) é um nadador alemão que conquistou uma medalha de prata nos Jogos Olímpicos de Londres de 2012 na maratona de 10 km.